# Haroldius stevensi
Haroldius stevensi là một loài bọ cánh cứng trong họ Bọ hung (Scarabaeidae).